# لف نوسيمباوم
لف نوسيمباوم (Lev Nussimbaum) ‏ (1905 - 1942) كاتب يهودي كتب باسم قلم اسد بي وقربان سعيد. بسبب أفكاره السياسية المعادية للاشتراكية وضعت وزارة الدعاية النازية اسمه ضمن «الكتب الممتازة للعقول الألمانية» قبل أن تكتشف أصوله اليهودية.